# Noppadon Noppachorn
Noppadon Noppachorn (* 24. Februar 1968) ist ein thailändischer Snookerspieler, der zwischen 1992 und 2002 insgesamt acht Saisons als Profispieler verbrachte. In dieser Zeit konnte er ein Event der WPBSA Minor Tour gewinnen und Platz 79 der Snookerweltrangliste erreichen. Darüber hinaus feierte er als Amateur mehrere Erfolge. So gewann er die Amateurweltmeisterschaft 1991, die Asienmeisterschaft 1999 und mehrere Medaillen im Rahmen der Asienspiele und der Südostasienspiele.

## Karriere
Im Rahmen der Ausgabe 1986 gab Noppadon seine Premiere bei der Amateurweltmeisterschaft, er schied aber noch in der Gruppenphase aus. Zwei Jahre später zog er bei der U21-Weltmeisterschhaft ins Halbfinale ein, bevor er dort gegen Jason Peplow verlor. Bei der eigentlichen Amateurweltmeisterschaft schied er bereits im Achtelfinale aus. 1991 gelang ihm dann aber bei der Amateurweltmeisterschaft der Finaleinzug, wo er mit einem Sieg über Dominic Dale Amateurweltmeister wurde. Im selben Jahr wurde er zum professionellen Thailand Masters eingeladen, wo er sein Auftaktspiel gegen seinen Landsmann James Wattana verlor. Ein Jahr später wurde er offiziell Profispieler.
Noppadons Profikarriere war allerdings geprägt von Niederlagen. Nur selten überstand er die Qualifikationsrunden und zog in die Hauptrunde ein. Zu seinen besten Ergebnissen gehörte die mehrfache Teilnahme an einer Runde der letzten 32, was ihm bei einem Event der Strachan Challenge 1993, bei den European Open 1993 und den Welsh Open 1997 gelang. Bei einem in Thailand ausgetragenen Turnier, dem Kings Cup 1994, erreichte er sogar ein Endspiel, verlor aber gegen Billy Snaddon. Dies wurde nur übertroffen vom zweiten Event der WPBSA Minor Tour 1995, das Noppadon dank eines Finalsieges über Sam Chong gewinnen konnte. Auch wenn er Mitte 1997 mit Rang 88 den bis dahin besten Platz seiner Karriere auf der Weltrangliste belegte, reichte dies nicht für die direkte Qualifikation für die nächste Saison aus. Die angestrebte Wiederqualifikation über die WPBSA Qualifying School gelang ihm nicht, wodurch er seinen Profistatus verlor. Also verlagerte Noppadon seine Aktivitäten auf den asiatischen Amateurbereich. Nachdem er bei den Asienspielen 1998 zwei Silber-Medaillen hatte gewinnen können, gewann er die Asienmeisterschaft 1999 gegen Sam Chong und verlor gegen diesen im Duell um die Goldmedaille bei den Südostasienspielen 1999. Dadurch wurde er noch 1999 wieder Profispieler. Auch wenn er seine vorherige Form noch einmal zeigen konnte und drei weitere Male eine Runde der letzten 32 erreichte, belegte er nach einem zwischenzeitlichen Rang 79 Mitte 2003 nur Platz 110, wodurch er den Profistatus wieder verlor.
Im Rahmen der Südostasienspiele 2003 konnte Noppadon gegen Marlon Manalo die Goldmedaille gewinnen. Eine weitere Goldmedaille gewann er als Mitglied des thailändischen Teams im Teamwettbewerb. 2008 und 2009 nahm Noppadon jeweils an der professionellen Weltmeisterschaft im Six-Red-Snooker teil und kam beide Male bis ins Achtelfinale. Ebenfalls 2009 gewann er bei den Südostasienspielen Bronze und konnte zudem das Viertelfinale der Senioren-Amateurweltmeisterschaft erreichen, was ihm auch 2010 gelang. Anschließend nahm er an der 6-Red World Championship 2010 teil, wo er diesmal in der Runde der letzten 32 ausschied. Bei den Asienspielen 2010 konnte er mit dem thailändischen Team eine Bronze-Medaille gewinnen. Fünf Jahre später durfte er ein weiteres Mal an der Six-Red-WM teilnehmen, kam diesmal aber nicht über die Gruppenphase hinaus. Zwei Jahre später unterlag er Saleh Mohammadi im Achtelfinale der Senioren-Amateurweltmeisterschaft.

## Erfolge
Aufgelistet sind nur Einzel-Wettbewerbe.
| Ausgang         | Jahr | Turnier                                       | Finalgegner   | Ergebnis |
| --------------- | ---- | --------------------------------------------- | ------------- | -------- |
| Amateurturniere |      |                                               |               |          |
| Sieger          | 1991 | IBSF-Snookerweltmeisterschaft                 | Dominic Dale  | 11:9     |
| Sieger          | 1999 | Asienmeisterschaft                            | Sam Chong     | 8:4      |
| Zweiter         | 1999 | Südostasienspiele – Snooker-Einzel der Männer | Sam Chong     | 3:6      |
| Sieger          | 2003 | Südostasienspiele – Snooker-Einzel der Männer | Marlon Manalo | 4:1      |
| Profiturniere   |      |                                               |               |          |
| Zweiter         | 1994 | Kings Cup                                     | Billy Snaddon | 4:8      |
| Sieger          | 1995 | WPBSA Minor Tour 1994/95 – Event 2            | Sam Chong     | 8:6      |